# Іванівка (Васильківська селищна громада)
Іва́нівка — село в Україні, у Васильківській селищній територіальній громаді Васильківського району Дніпропетровської області. Населення становить 137 осіб.

## Історія
12 червня 2020 року, відповідно до розпорядження Кабінету Міністрів України № 709-р від «Про визначення адміністративних центрів та затвердження територій територіальних громад Дніпропетровської області», увійшло до складу Васильківської селищної громади.
19 липня 2020 року, в результаті адміністративно-територіальної реформи і ліквідації Васильківського району, село увійшло до складу новоутвореного Синельниківського району.

## Географія
Село Іванівка розташоване в центральній частині Синельниківського району на річці Вовча. На півдні межує з селом Шев'якине, на сході з селищем Васильківка, на півночі з селом Улянівка та на заході з селом Зоря.